# شركة إس بي إس إس
شركة إس بي إس إس (بالإنجليزية: SPSS Inc.)‏ كانت شركة برمجيات يقع مقرها الرئيسي في شيكاغو وتم تأسيسها في ولاية ديلاوير، وهي مشهورة ببرنامجها الخاص الذي يحمل نفس الاسم إس بي إس إس. بدأت الشركة في عام 1968 عندما قام نورمان ني وديل بينت وهادلاي «تكس» هال بتطوير وبيع برنامج إس بي إس إس. تأسست الشركة في عام 1975، وكان ني هو الرئيس التنفيذي للشركة من عام 1975 حتى عام 1992. وكان جاك نونان هو الرئيس التنفيذي للشركة من عام 1992 حتى استحواذ شركة آي بي إم عليها في عام 2009. في عام 2008، بلغت مبيعات شركة إس بي إس إس 302.9 مليون دولار أمريكي وأكثر من 250.000 عميل.[بحاجة لمصدر]
بالإضافة إلى البرنامج الذي يحمل نفس الاسم، باعت شركة إس بي إس إس مجموعة واسعة من البرامج لأبحاث السوق وأبحاث الاستطلاعات والتحليل الإحصائي. وشملت هذه البرامج إيه إم أو إس (AMOS) (قبل عام 2003، كانت جزءًا من شركة شركة سمول ووترز) لنمذجة المعادلات البنيوية، وسامبل باور لتحليل القوة الإحصائية، وأنسر تري (برنامج شجرة القرار) المستخدم لتقسيم السوق، وتحليل النصوص باستخدام برنامج إس بي إس إس للاستطلاعات لترميز الاستجابات المفتوحة، والكم للجدولة المتقاطعة، ونموذج إس بي إس إس (المعروف سابقًا باسم كليمنتين أو نموذج بي إيه إس دبليو (PASW)) لاستخراج البيانات، ومستر إنترفيو لسي إيه تي آي (CATI) والاستطلاعات عبر الإنترنت.أقامت شركة إس بي إس إس شراكات مع العديد من الشركات البارزة الأخرى مثل شركة أوراكل وتشارك في عدد من برامج الحكومة الأمريكية. وقد تم رفع دعوى قضائية ضد الشركة بتهمة تضخيم سعر أسهمها بشكل مصطنع في عام 2004.

## الاستحواذ على شركة آي بي إم
في 28 يوليو 2009، أعلنت شركة آي بي إم أنها استحوذت على شركة إس بي إس إس مقابل 1٫2 مليار دولار أمريكي نقدًا. في يناير 2010، أصبحت الشركة «إس بي إس إس: شركة تابعة لشركة آي بي إم». تم نقل الأعمال بالكامل إلى شركة آي بي إم بحلول 1 أكتوبر 2010. بحلول ذلك التاريخ، لم تعد شركة إس بي إس إس: شركة تابعة لشركة آي بي إم موجودة. تم دمج آي بي إم إس بي إس إس الآن بالكامل في شركة آي بي إم، وهي واحدة من علامتين تجاريتين ضمن محفظة تحليلات الأعمال لمجموعة آي بي إم للبرمجيات.

## وصلات خارجية
- IBM إس بي إس إس Homepage (بالإنجليزية)
- Stock Market Commentary (بالإنجليزية)
- Wall Street Journal article about IBM acquisition of SPSS, Inc. (بالإنجليزية)
- History of إس بي إس إس Inc. from 1968 to 2003. (بالإنجليزية)